# Shidzue Katō
Shidzue Katō (加藤 シヅエ), nota anche come Shidzue Ishimoto (Tokyo, 2 marzo 1897 – 22 dicembre 2001) è stata una politica giapponese, una delle prime donne elette alla Dieta del Giappone e nota per essere stata una pioniera del movimento a favore della contraccezione.

## Primi anni
Shidzue Katō nacque nel 1897 in una ricca famiglia di ex samurai. Suo padre Hirota Ritarô era un ingegnere che aveva studiato presso l'Università Imperiale di Tokyo. Sua madre Tsurumi Toshiko proveniva da un'importante famiglia e altamente istruita. Hirota viaggiò spesso in occidente per lavoro, e per questo Katō e la sua famiglia adottarono uno stile di vita occidentale. All'età di 17 anni sposò il barone Keikichi Ishimoto (石 本 恵 吉), un umanista cristiano interessato alle riforme sociali.

## Trasferimento negli Stati Uniti
Poco dopo il loro matrimonio, Katō e suo marito si trasferirono nel bacino di Miike a Kyushu. Per tre anni assistettero alle terribili condizioni di lavoro degli operai, esperienza che spinse la coppia a trasferirsi negli Stati Uniti nel 1919. Qui il barone Ishimoto iniziò a virare dall'umanesimo cristiano verso una posizione comunista più radicale. Katō iniziò a vivere in modo più indipendente quando suo marito si recò a Washington come consulente e interprete per la delegazione giapponese a una conferenza dell'Organizzazione internazionale del lavoro. Durante questo periodo, Katō visse in un appartamento popolare e si iscrisse a corsi di segreteria e inglese, iniziando a socializzare con i conoscenti socialisti di suo marito, che alla fine la portarono a incontrare Margaret Sanger. Tale incontro spinse Katō a formare un movimento per il controllo delle nascite al suo ritorno in Giappone.

## Ritorno in Giappone e attivismo
Al suo ritorno in Giappone nel 1921, Katō continuò a lottare per l'indipendenza economica e iniziò la sua missione per diffondere l'educazione sul controllo delle nascite. Lavorò come segretaria privata per la YWCA, che consisteva principalmente nel presentare ai visitatori occidentali la cultura e il popolo giapponese. Inoltre aprì un negozio di filati chiamato Minerva Yarn Store, dove vendeva prodotti di lana importati.
Durante questo periodo Katō pubblicò molti scritti a sostegno di un più facile accesso al controllo delle nascite per le donne. Sosteneva che il crescente problema della popolazione del Giappone sarebbe potuto essere risolto dalle donne. Credeva che dare alle donne il controllo della propria riproduzione avrebbe permesso loro di raggiungere una maggiore indipendenza, oltre a consentire che ci fosse una questione pubblica in cui le donne assumevano un ruolo di leadership. Un'altra parte della sua argomentazione era che il controllo delle nascite avrebbe aiutato il popolo giapponese a crescere figli migliori. Pensava che avendo meno figli, le donne avrebbero potuto creare migliori opportunità educative ed economiche per la prole.
Nel 1923 incontrò il sindacalista Kanjū Katō e, ottenuto il divorzio dal suo primo marito, i due si sposarono nel 1944.
In linea con le teorie eugenetiche della prima parte del XX secolo, Shidzue Katō credeva che i bambini nati da due genitori sani sarebbero stati meglio dei bambini nati da genitori malati o deboli.
Il governo giapponese pro-natalista di destra arrestò Katō nel 1937 per la sua promozione di "pensieri pericolosi", in particolare per la sua difesa del controllo delle nascite e del diritto all'aborto, e trascorse due settimane in prigione. Ciò pose fine temporaneamente al movimento per il controllo delle nascite in Giappone fino a dopo la seconda guerra mondiale.

## Dieta del Giappone (1946-1974)
Katō fu la prima donna a candidarsi in Giappone, e nel 1946 fu eletta alla dieta giapponese. Le sue idee si basavano sulla pianificazione familiare e sul miglioramento delle prospettive economiche delle donne. Nel 1946 scrisse riguardo al legame tra il movimento per il controllo delle nascite e la democrazia giapponese: 
 Sebbene Katō inizialmente sperasse nel crescente ruolo politico delle donne, fu presto emarginata nella dieta prevalentemente maschile. Nonostante ciò, cercò altri modi per realizzare le sue riforme politiche. Nel 1946 fu determinante nell'organizzazione del primo raduno femminile a Tokyo. Questa manifestazione protestò a favore di maggiori risorse economiche per le donne.
Katō fu successivamente eletta per quattro mandati di sei anni nella Camera Alta. Continuò a sostenere le riforme che interessano i diritti delle donne e la pianificazione familiare. Inoltre sostenne la legislazione sul controllo delle nascite, l'abolizione del codice della famiglia feudale, l'istituzione dell'Ufficio delle donne e dei minori del Dipartimento del lavoro e le questioni ambientali. Ricevette numerosi aiuti nel fondare la Family Planning Federation of Japan, che lavora per realizzare "una società in cui tutti nel paese possono avere accesso ai servizi di salute riproduttiva volontaria".

## Morte ed eredità
Shidzue Kato morì nel 2001 all'età di 104 anni. Un necrologio sul sito web della International Planned Parenthood Federation recita: "I suoi sforzi hanno continuato a dare frutti per la società giapponese, riducendo il numero di aborti, mortalità infantile e tassi di mortalità materna, aumentando al contempo l'uso di contraccettivi dell'80%. Il modello di pianificazione familiare del Giappone ha avuto così tanto successo da attirare l'attenzione di altri paesi come modello di lavoro."

## Opere
- Facing Two Ways: The Story of My Life, published by Farrar and Rinehard (New York, NY), 1935. An edited version for children called East Way, West Way: A Modern Japanese Girlhood, illustrated by Fuji Nakamizo, was published by Farrar and Rinehard (New York, NY), in 1936.
- Straight Road, 1956.
- Katō Shizue Hyakusai, c. 1997.[4]